# Langue pivot
Une langue pivot est une langue utilisée pour faciliter les traductions d'un même texte dans plusieurs langues.
Pour chaque langue, la traduction est effectuée à partir du texte rédigé dans la langue pivot, que le texte ait été rédigé directement dans cette langue pivot ou que le texte ait été rédigé dans une autre langue et traduit, dans un premier temps, dans cette langue pivot. Par exemple, un document rédigé en lituanien sera d'abord traduit en allemand (la langue pivot). Le traducteur d'un autre pays (par exemple, un Croate) utilisera la traduction en allemand pour traduire dans sa langue, le croate, car certaines paires de traduction sont rares voire introuvables (ici, il faudrait un traducteur qui connaisse les langues croate et lituanienne).
Ainsi dans la plupart des cas, le texte original subit une double traduction. 